# Kóziouf
Kóziouf (Tzena) är en bergskedja i Grekland. Den ligger i den norra delen av landet, 400 km norr om huvudstaden Aten. Arean är 80 kvadratkilometer.
Kóziouf sträcker sig 34 km i sydvästlig-nordostlig riktning. Den högsta toppen är Tzéna, 2 170 meter över havet.
Topografiskt ingår följande toppar i Kóziouf:
- Blatec
- Feidópetra
- Konjska Glava
- Kopriva
- Koufala
- Pasás
- Petrotí
- Pínovon
- Porta
- Pórta
- Prásina
- Síkoma
- Strongylí
- Tzéna